# كريس فاغنر
كريس فاغنر (بالإنجليزية: Chris Wagner)‏ هو لاعب هوكي الجليد أمريكي، ولد في 27 مايو 1991 في Walpole, Massachusetts ‏ في الولايات المتحدة.

## وصلات خارجية
- كريس فاغنر على موقع دوري الهوكي الوطني (الإنجليزية)
- كريس فاغنر على موقع EliteProspects.com (الإنجليزية)
- كريس فاغنر على موقع Eurohockey.com (الإنجليزية)
- كريس فاغنر على موقع HockeyDB.com (الإنجليزية)
- كريس فاغنر على موقع Hockey-Reference.com (الإنجليزية)